# Йом (река)
Йом (тайск. ยม) — река в Таиланде. Начинается на нагорье Фипаннам, в северной провинции Пхаяу, после чего протекает в южном направлении по Менамской низменности, где впадает в реку Нан. Общая площадь водосборного бассейна составляет около 55 тыс. км²; длина — около 600 км; расход воды — около 430 м³/с.
Основные притоки реки Йом: Понг, Нгао, Нгим, Син, Суат, Пи, Мок, Пхуак, Рампхан, Лай, Кхуан и Кам Ми. Режим питания — преимущественно дождевой, в зависимости от влияния муссонов. Половодье проходит в летний период.
Река Йом — судоходна, используется для перевозки грузов, лесосплава, а также орошения полей.